# 大塚一郎
大塚 一郎（おおつか いちろう、1965年2月15日 - ）は、日本の実業家。大塚グループ創業者大塚武三郎の曾孫で、大塚ホールディングス代表取締役会長を務める。愛称はイチロー。

## 人物・経歴
大塚ホールディングス初代会長の大塚明彦の長男として生まれ、1987年に関西学院大学社会学部卒業後、大塚製薬工場入社。2004年から2014年まで同社代表取締役社長を務めた。父の死後2015年から第2代大塚ホールディングス代表取締役会長を務める。大塚国際美術館館長、大塚敏美育英奨学財団代表理事なども歴任した。